# Chellal (distrito)
Chellal é um distrito localizado na província de M'Sila, Argélia, e cuja capital é a cidade de mesmo nome. O distrito é composto por quatro comunas.[carece de fontes?]